# Endasys santacruzensis
Endasys santacruzensis là một loài tò vò trong họ Ichneumonidae.